# Nattergalen (Der var engang...)
 For alternative betydninger, se Nattergalen. (Se også artikler, som begynder med Nattergalen)
 Nattergalen  er en tegnefilm i serien Der var engang... (eng. titel The Fairytaler), der blev udsendt i forbindelse med H.C. Andersens 200 års fødselsdag i 2005.
Danske Stemmer:
- H.C. Andersen Henrik Koefoed
- Kejseren Asger Reher
- Kavaler Søren Spanning
- Kokkepige Kaya Brüel
- Fisker Lasse Lunderskov
- Tynd hofmand Gordon Kennedy
- Tyk hofmand Michael Elo
- Nattergalen Tammi Øst
- Døden Nis Bank-Mikkelsen

Øvrige stemmer:
- Sofus Addington
- Peter Belli
- Thure Lindhardt
- Pauline Rehne
- Amanda Brunchmann
- Stig Hoffmeyer
- Timm Mehrens
- Tine Clasen

Bagom:
- Instruktør: Jørgen Lerdam
- Original musik af: Gregory Magee
- Hovedforfatter: Gareth Williams
- Manuskriptredaktører: Linda O' Sullivan, Cecilie Olrik
- Oversættelse: Jakob Eriksen
- Lydstudie: Nordisk Film Audio
- Stemmeinstruktør: Steffen Addington
- Animation produceret af: A. Film A/S
- Animationsstudie: Wang Film Production

En co-produktion mellem
Egmont Imagination, A. Film & Magma Film
I samarbejde med:
Super RTL & DR TV